# خورشیدگرفتگی ۱۵ ژانویه ۱۹۹۱
خورشیدگرفتگی ۱۵ ژانویه ۱۹۹۱ (به انگلیسی: Solar eclipse of January 15, 1991) یک خورشیدگرفتگی از نوع خورشیدگرفتگی حلقه‌ای است. این خورشیدگرفتگی در تاریخ ۱۵ ژانویه ۱۹۹۱ میلادی (‎۲۵ دی ۱۳۶۹ خورشیدی) روی داد که زمان اوج آن، ساعت ۲۳:۵۳:۵۱ به‌وقت ساعت هماهنگ جهانی بوده‌است. مدت زمان و طول این خورشیدگرفتگی ۷ دقیقه و ۵۳ ثانیه بود.